# Henri Forneron
Henri Forneron (Troyes, 16 de novembro de 1834 — Paris, 26 de março de 1886) foi um historiador e biógrafo francês, autor de um largo conjunto de obras que marcou a historiografia europeia dos anos finais do século XIX.

## Obras
Entre outras é autor das seguintes biografias: 
- Amours of Cardinal Richelieu (1870);
- History of the Political Debates in the English Parliament since the Revolution of 1688 (1871);
- The Dukes of Guise and their Time (1877);
- History of Philip II. (1880–1882).